# Biotopo Foci dell'Avisio
Il Biotopo Foci dell'Avisio è un'area naturale protetta del Trentino-Alto Adige istituita nel 1994.
Occupa una superficie di 100,51 ha nella Provincia autonoma di Trento.
L'area si sovrappone in parte al sito di interesse comunitario "Foci dell'Avisio" (IT3120053).

## Storia

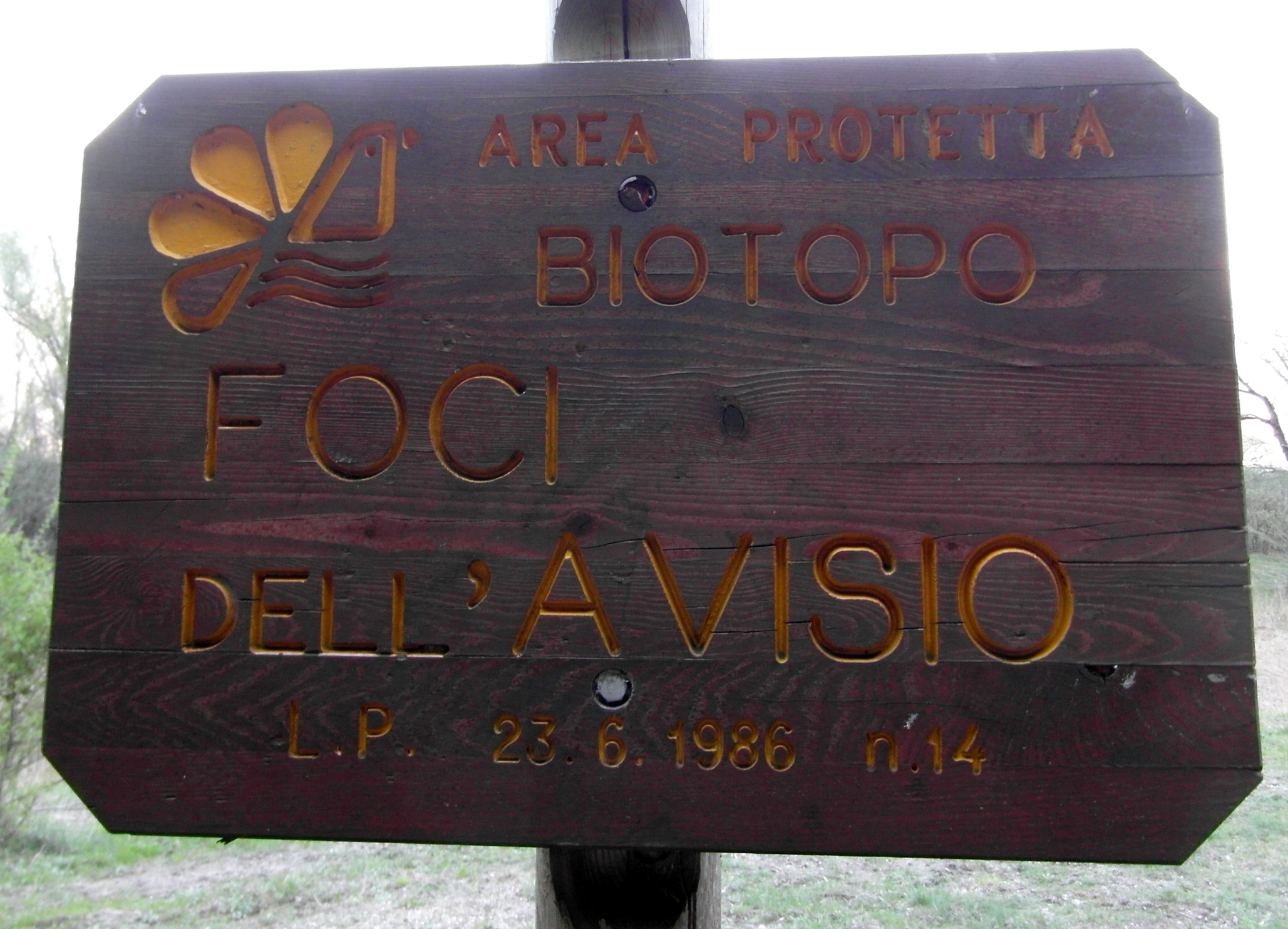
Tabella che indica i confini dell'area

Questa riserva naturale venne istituita come biotopo e rientra nella rete natura 2000, un progetto europeo per la conservazione della biodiversità del proprio territorio. Tale progetto tutela specialmente piante ed animali che sono indicati nelle direttive "habitat" e "uccelli".
La provincia autonoma di Trento promuove tale iniziativa europea mediante la legge provinciale 11 dell'11 maggio 2007, la quale va ad identificare le zone dove risulta maggiormente necessaria tale tutela.
Solo più recentemente l'area naturale si è estesa a nord, arrivando anche alle foci del torrente Noce, anch'essa ricca di biodiversità.

## Territorio
La riserva naturale "foci Avisio" comprende le foci di tale torrente, ma anche una tratta del fiume Adige, essa infatti si sviluppa su di un'area di 14 ettari.

## Comuni

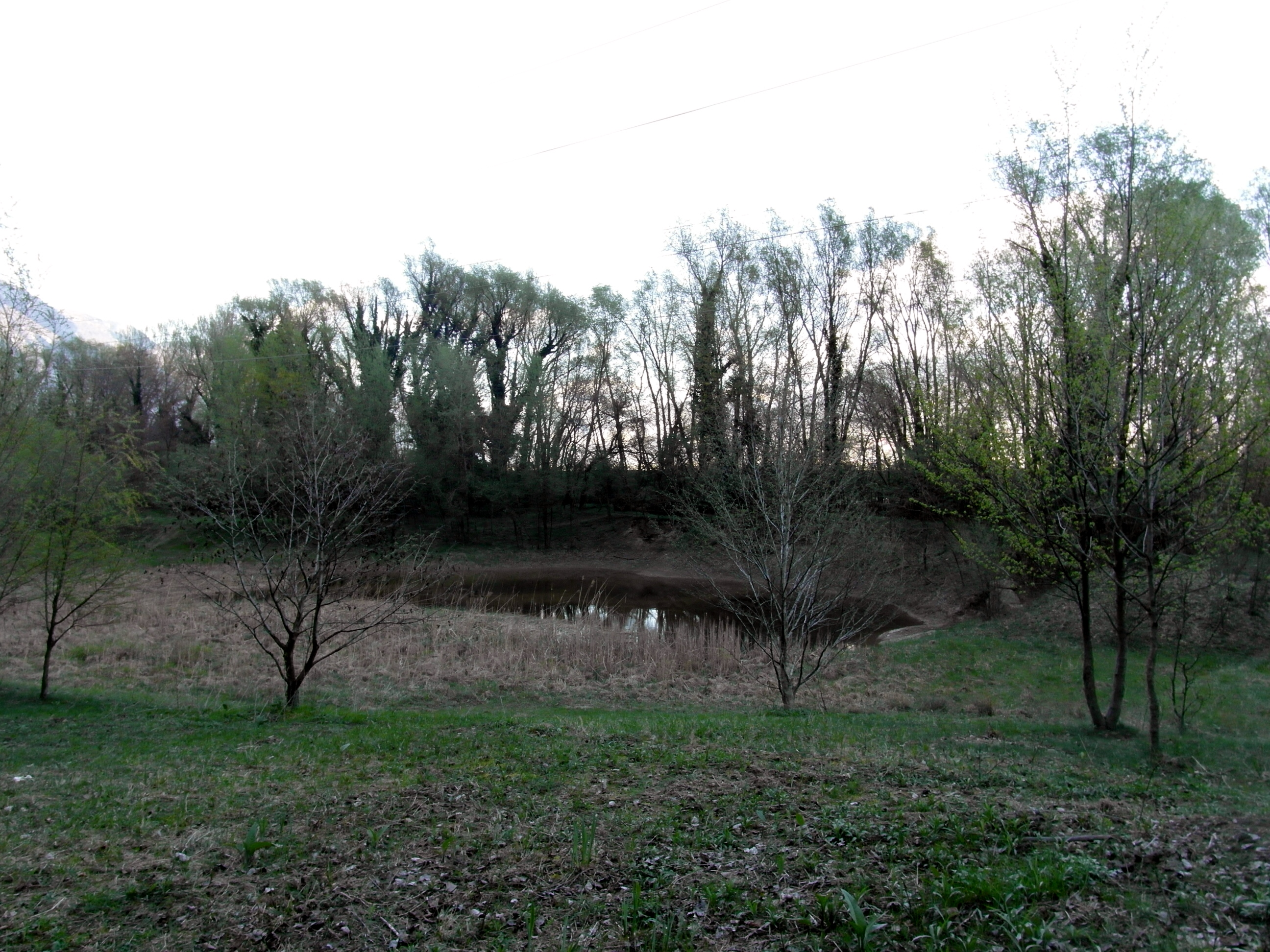
Un piccolo laghetto facente parte del biotopo

La riserva naturale comprende principalmente il comune di Lavis e quello di Zambana.

## Fauna
L'intera riserva naturale viene utilizzata per la sosta invernale ma anche come rifugio per diversi animali, tra cui mammiferi, uccelli, rettili e anfibi, in particolare l'ululone dal ventre giallo e il corriere piccolo, entrambi minacciati dall'estinzione della loro specie. L'avifauna, come del resto in una buona parte dei biotopi del Trentino, è ben rappresentata da specie comuni quali martin pescatore, merlo acquaiolo, piro piro piccolo, airone cenerino e cormorano. Tra le specie poco comuni che sono state avvistate si possono citare: smergo maggiore, gabbiano reale pontico, zigolo minore, zigolo muciatto e airone bianco maggiore.

## Flora
Le rive dei due fiumi ospitano alcune aree dove si trova bosco ripariale, meandri e zone umide, dove gli animali possono riprodursi.